# Hecket

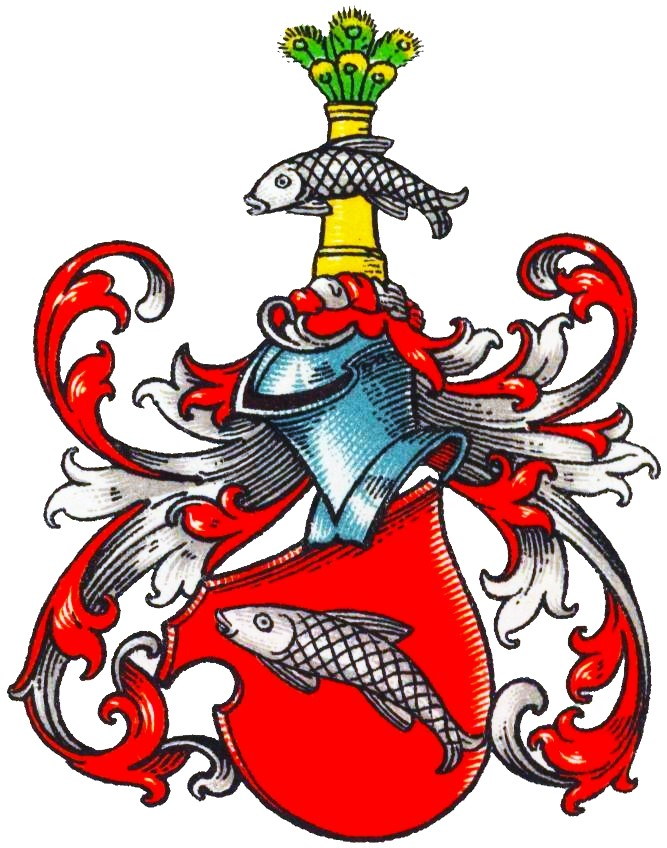
Wappen derer von Hecket im Wappenbuch des Westfälischen Adels

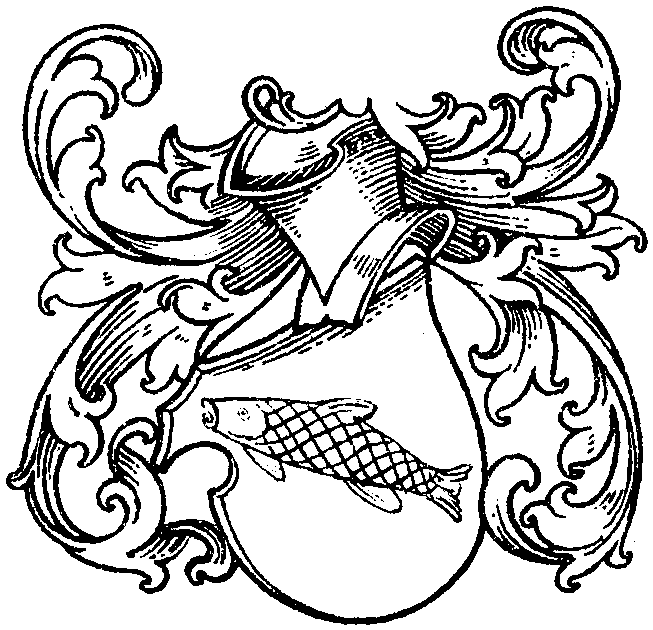
Wappen derer von Heckese im Wappenbuch des Westfälischen Adels

Hecket (auch Heckede, Heckese o. ä.) ist der Name eines erloschenen niedersächsischen Adelsgeschlechts.
Die Familie ist zu unterscheiden von den westfälischen Hecket, die ein Wagenrad im Schild führten.

## Geschichte
Das Geschlecht stellte Burgmänner zu Burg Rheda. Auch im Niederstift Münster war es begütert. Unter dem Namen Heckese stellte es auch Burgmänner zu Burg Quakenbrück.
Claus von Bar zu Arenshorst war Ende des 15. Jahrhunderts in erster Ehe mit Otte von Hecket verheiratet.
Das Wappen derer von Hecket findet sich am Grabstein der Margarete von Bar († 1576), die mit Heinrich von Leden verheiratet war. Ihre Brauttruhe zeigt das Wappen ebenfalls. Ebenso findet sich das Wappen derer von Hecket an einem Epitaph in der Gutskapelle von Gut Campe, zusammen mit den Familien Wa(h)le, Nagel, Dincklage und Quernheim.
Unter dem Namen Heckese tritt die Familie zuletzt 1410 auf. Unter dem Namen Hecket kommt die Familie laut Max von Spießen noch 1494 vor.

## Wappen
Blasonierung: In Rot ein schrägrechts gestellter silberner Hecht. Auf dem rot-silbern bewulsteten Helm mit rot-silbernen Helmdecken eine goldene Säule oben in zwei Reihen mit Pfauenfedern besteckt, davor der silberne Hecht rechtsgewandt.